# Strijkkwartet nr. 6 (B. Tsjajkovski)
Boris Tsjajkovski voltooide zijn Strijkkwartet nr. 6 in 1976.
Dit eendelig strijkkwartet wordt beschouwd als het einddeel van het drieluik strijkkwartet nr. 4, strijkkwartet nr. 5 nummer 6. Deze zesde klinkt als een vriendelijke en haast dansbare voortzetting van nummer 5. Nummer zes heeft als enige een slot, dat ook als slot klinkt.
De eerste uitvoering vond plaats op 18 oktober 1976 door het Prokofjev Quartet. Plaats van handeling was Moskou; het Componistenhuis aldaar.

## Discografie
- Uitgave Boheme Music in 1999
- Uitgave Northern Flowers, 2009: een uitgave met alle zes strijkkwartetten door Ilja Zoff, Elena Raskova (viool), Lydia Kovalenko (altviool) en Alexey Massarsky (cello). Het platenlabel nam de strijkkwartetten in 2008 in samenwerking met de Boris Tsjajkovski Society op. Inmiddels sponsorde de Russische Kunst Stichting dergelijke opnamen ook.

## Bron
- de compact disc
- Boris Tsjajkovski Foundation